# 福勒
福勒（法語：Folles，法語發音：[fɔl]）是法国新阿基坦大区上维埃纳省的一个市镇，属于利摩日区。

## 地理
福勒（46°6'52"N, 1°27'39"E）面积31.18 平方千米，位于法国新阿基坦大区上维埃纳省，该省份为法国中西部省份，北起顺时针与安德尔省、克勒兹省、科雷兹省、多爾多涅省、夏朗德省和维埃纳省接壤。
与福勒接壤的市镇（或旧市镇、城区）包括：弗罗芒塔勒、里瓦利耶河畔贝尔萨克、加尔唐普河畔贝西讷、洛里耶尔、菲尔萨克。

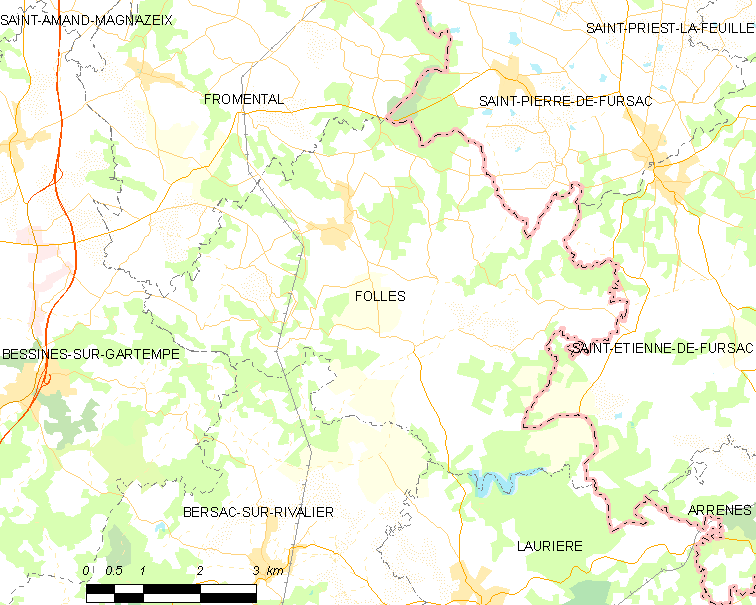
福勒的OSM定位图

福勒的时区为UTC+01:00、UTC+02:00（夏令时）。

## 行政
福勒的邮政编码为87250，INSEE市镇编码为87067。

## 政治
福勒所属的省级选区为昂巴扎克县。

## 人口

1962-2008年间福勒人口变化图示

福勒于2022年1月1日时的人口数量为443人。